# Phaeaphodius pupillus
Phaeaphodius pupillus är en skalbaggsart som beskrevs av Vladimir Balthasar 1961. Phaeaphodius pupillus ingår i släktet Phaeaphodius och familjen Aphodiidae. Inga underarter finns listade i Catalogue of Life.